# Schlagerparade 1961
Schlagerparade 1961 ist ein deutscher Schlagerfilm von Franz Marischka aus dem Jahr 1961.

## Handlung
In der Tanzbar tarantel erscheint eines Tages die Motorradgang Haifischbande, die von einem Halbstarken angeführt wird, der sich nur „Haifisch“ nennen lässt. Haifisch fordert von Kellnerin Ulla Sörensen monatlich 500 Mark Schutzgeld; Ulla weigert sich, zu zahlen, und Kellnerin Hanni gibt vor, mit einem Herrn Scott vom Yard zu sprechen, der in der tarantel vorbeischauen soll. Die Bande zerstört ein paar Gläser und geht, will jedoch in Kürze zum Kassieren zurückkommen. Da der Eisladenbesitzer gegenüber ebenfalls erpresst wurde, die Polizei einschaltete und kurz darauf ein verwüstetes Lokal vorfand, verzichtet Ulla darauf, die Polizei zu alarmieren. Kurz darauf kehrt Susanne Grosser, der die tarantel gehört, in die Stadt zurück. Sie bringt ihre Reisebekanntschaft Charly Scott mit, einen Engländer, der sich in Ulla verliebt. In der Tarantel erscheint zudem der Amerikaner Billy, der mit Hanni zusammen ist.
Die Haifischbande meint es ernst mit ihrer Drohung und wirft ein Schaufenster der tarantel ein. Susanne hat eine Idee: Mit Freunden der Bar bildet sie die fiktive Motorradgang Raubfische, die sie selbst als „Dynamit-Mary“ leitet. So erscheint sie beim Haifisch, der sie nach einer Mutprobe aufnimmt. In die Bande wurde zudem ein junger Mann aufgenommen, der nur unter dem Namen „Hecht“ bekannt ist. Hecht ist in Wirklichkeit der Kriminalassistent Rolf Hegener, der die Bande infiltrieren und nach dem Anführer suchen soll. Haifisch verweist alle Bandenmitglieder stets an den Boss, der alle Entscheidungen treffe, jedoch nur telefonisch zu erreichen sei. Die Bandenmitglieder wissen nicht, dass der Haifisch selbst der Boss ist, der die Ansagen des vermeintlichen Bosses auf Tonband aufnimmt und bei einem Anruf abspielen lässt. Hegner wiederum hat genau drei Tage Zeit, um den Boss zu finden, da er ansonsten vom Fall abgezogen wird.
Haifisch plant den Überfall auf einen Geldtransport, der den Hauptpreis von 9999 D-Mark zu einer Fernsehshow bringen soll. Neben Haifisch machen Susanne und Rolf beim Coup mit, bei dem sie zunächst das Geld erbeuten, jedoch Charly Scott den Geldkoffer erneut stehlen und ins Fernsehstudio bringen lassen. Susanne muss schließlich als Dynamit-Mary die ersten 500 D-Mark, die sie gestellt von Ulla in der tarantel „erpresst“ hat, beim Boss abliefern. Scott hat das Geld jedoch gegen Papierschnipsel ausgetauscht, was den Haifisch entzürnt. Er durchschaut den Schwindel um Susanne/Mary und erkennt, dass Hecht ein Polizist ist. Auf Band spricht er eine Nachricht vom Boss, dass „Dynamit-Mary“ eine Verräterin ist, die sich die Bande schnappen soll. Die Bande sammelt sich in einem Kino, in das Haifisch auch Susanne bringt. Es ist Rolf, der ihr zu Hilfe eilt. Beide werden am Ende dennoch gefangen genommen und in einen Raum des Kinos gesperrt und gefesselt. Haifisch entzündet eine Bombe und geht; Rolf gelingt es, die Lunte auszutreten. Die Haifischbande hat inzwischen über eine Bandansage erfahren, dass Haifisch niemand anderes als der Boss ist, der die Bandenmitglieder jahrelang für seine Zwecke benutzt hat. Die Bande beginnt, Haifisch zu jagen. Es stellt sich am Ende heraus, dass er der ungeratene Sohn des Polizeipräsidenten ist.

## Produktion
Schlagerparade 1961 war nach Marina (1960) der zweite und letzte Kinofilm, in dem Boxer Bubi Scholz als Schauspieler auftrat. Er wurde erst auf Initiative von Horst Wendlandt und nach einem persönlichen Gespräch mit Franz Marischka in einer großen Rolle in die Handlung eingebaut.
Die Kostüme schuf Helga Billian, die Filmbauten stammen von Wolf Witzemann. Die Choreographie stammt von Mario del Marius. Die Uraufführung des Films fand am 2. März 1961 im Stuttgarter EM-Theater statt.
Im Film werden zahlreiche Schlager gesungen:
- Heinz Sagner: Sie war nicht älter als 18 Jahr
- Hazy Osterwald Sextett: Junger Mann, jetzt bist du dran
- Jan und Kjeld: Oh Susanne
- Chris Howland: Oh Mister Scott; Geh’n Sie nicht allein nach Hause
- Vivi Bach: Playboy; Mi Scusi, Signor
- Ted Herold: Oh so sweet
- Peggy Brown : Zähle jede Stunde; Die Liebe ist ein seltsames Spiel
- Bill Ramsey: Jeden Tag ne andre Party
- Renate Ewert: Rosalie, mußt nicht weinen
- Rex Gildo: Ding-a-ling
- Gina Dobra: Theo, Theo, Theo!
- Barbara Klein: Schau nicht auf die Uhr
- Die Jupiter Serenaders: Rosamunde, cha cha
- Bill Ramsey und Chris Howland: Weit weg von hier
- Trio San José: La Cucaracha
- Christa Williams: Pilou-Pilou
- Jochen Brauer Sextett: Cielito lindo
- Billy Mo: Wenn ich die blonde Inge

## Kritik
Für den film-dienst war Schlagerparade 1961 „bescheidene Unterhaltung mit einigen ironischen Spitzen“. „Schaumschlag mit Musik“, konstatierten die Filmblätter.